# ソユーズ4号
ソユーズ4号（ロシア語: Союз 4、ソユーズは『団結』『統合』の意）は、1969年1月14日にソビエト連邦が発射した宇宙船である。発射時の搭乗員は宇宙飛行士のウラジーミル・シャタロフ1名のみであった。計画の目的はソユーズ5号とランデブーとドッキングを行い、2名の飛行士を移乗させ地球に連れ帰ることだった。ドッキングはそれ以前のソユーズの飛行でも試みられたが、すべて様々な理由で失敗していた。
4号の識別信号は「アムール（Amur）」、5号は「バイカル（Baikal）」であった。これは当時建設中だったシベリアを横断するバイカル・アムール鉄道（第二シベリア鉄道）に由来しており、この飛行にはおそらくは建設計画に従事する労働者たちを鼓舞する意味合いも込められていた。

## 搭乗員
| 地位       | 発射時搭乗員                    | 着陸時搭乗員                    |
| ---------- | ------------------------------- | ------------------------------- |
| 船長       | ウラジーミル・シャタロフ 初飛行 | 同左                            |
| 機関士     | なし                            | アレクセイ・エリセーエフ 初飛行 |
| 調査技術士 | なし                            | エフゲニー・フルノフ 初飛行     |

### 支援搭乗員
| 地位       | 発射時搭乗員           | 着陸時搭乗員           |
| ---------- | ---------------------- | ---------------------- |
| 船長       | ゲオルギー・ショーニン | 同左                   |
| 機関士     | なし                   | ヴィクター・ゴルバツコ |
| 調査技術士 | なし                   | ワレリー・クバソフ     |

### 予備搭乗員
| 地位       | 発射時搭乗員                 | 着陸時搭乗員                            |
| ---------- | ---------------------------- | --------------------------------------- |
| 船長       | ゲオルギー・ドブロボルスキー | 同左                                    |
| 機関士     | なし                         | ウラディスラフ・ボルコフ                |
| 調査技術士 | なし                         | ピョートル・コロディン（Pyotr Kolodin） |

## 技術的詳細
- 質量：6,625kg
- 近地点：213km
- 遠地点：224km
- 軌道傾斜角：51.7°
- 軌道周回時間：88.8分

### 船外活動
- エリセーエフ、フルノフ：EVA（Extra-Vehicular Activity、船外活動）-1
- EVA 1開始：1969年1月16日 12:43:00（UTC）
- EVA 1終了：1月16日 13:15（UTC）
- 時間：37分間

## 計画の焦点
1月16日、4号と5号によって史上初めて有人の宇宙船同士がドッキングした（アメリカのアポロ9号が同様のドッキングを果たすのは、この年の3月のことであった）。両船には単純な雄型（4号）と雌型（5号）のドッキング機器しか装備されておらず、船内での移乗を可能にするようなトンネルはこの頃にはまだ開発されていなかったため、飛行士は船外活動（EVA）で相手の宇宙船に乗り移らなければならなかった。5号に搭乗していたエリセーエフとフルノフは直ちにEVAの準備を始め、ボリス・ボリョノフ（Boris Volynov）は船内に残り二人がヤストレブ（Yastreb、ロシア語で『鷹』の意）宇宙服を着る場面を撮影した。
軌道35周目に二人の飛行士は宇宙船を離れ、ソビエト連邦二回目の宇宙遊泳を達成した。この時フルノフの生命維持装置の供給線がからまり、誤って宇宙服の排気弁のレバーを閉じてしまった。これがエリセーエフを混乱させ、宇宙船を離れる前に軌道船にセットされている撮影用カメラを作動させるのを忘れさせてしまった。この結果、歴史的なEVAを記録した映像は画質の悪いビデオ中継のものしか残されないこととなった。
1時間後、二人は4号の気密室に乗り込み、与圧された軌道船の中でシャタロフに迎えられた。両船は4時間35分のドッキングの後に切り離され、4号は1969年1月17日に大気圏に再突入してカラガンダから100km南西の地点に着陸した。
この飛行により、ソ連が計画していた月面着陸に必要ないくつかの作業が実行可能であることが確認された。ソ連の計画では一人の飛行士が月着陸船で月面に降り立ち、着陸船のロケットで月周回軌道に戻って母船とドッキングし、宇宙遊泳で乗り移ることになっていた。このような方式をとるのは、ソユーズにはアメリカのアポロ宇宙船の司令船と月着陸船にあるようなドッキング・トンネルが装備されていないからであった。
飛行士たちはクレムリンで行われる盛大な歓迎式典でブレジネフ書記長と面会する予定になっていたが、書記長暗殺未遂事件が発生したため急遽取りやめとなった。一人の男が自動車の行列に向けて放った8発の弾丸が、ゲオルギ・ベレゴヴォイ（Georgi Beregovoi）、アレクセイ・レオーノフ （Alexei Leonov）、アンドリアン・ニコラエフ（Andrian Nikolayev）、ワレンチナ・テレシコワ（Valentina Tereshkova）らが乗る車に命中したのである。彼らが怪我を負うことはなかったが、ブレジネフを乗せた車はスピードを上げ、4号と5号の搭乗員たちが待つ会場を通り過ぎて走り去って行った。

### 船外活動の詳細
ドッキング計画の中には、アポロ9号が計画していたものと同じEVA（船外活動）が含まれていた。最初に4号が発射され、後に打ち上げられた5号を標的にして4号のほうからドッキングした。タス通信はこの模様を「相互に機能する宇宙船が誕生した…二船の電気回路は接続された。ここに搭乗員のための四つの区画を持つ実験的な宇宙ステーションが組み立てられ、機能を開始したのである」と報道した。この飛行により、ソビエトの宇宙開発は有人月飛行が実行可能な領域にまで達したと言える。モスクワテレビは、5号の軌道船の中でエリセーエフとフルノフがボリョノフ船長の助けを借りながらヤストレブ宇宙服を着る映像を生放送で中継した。
ヤストレブ宇宙服の設計は1965年に始まり、すぐにボスホート2号でレオーノフ飛行士によって史上初の船外活動に使用されたが、技術的な欠陥があることが判明した。レオーノフは1966年の一年間は、宇宙服改良のための助言スタッフとして参加した。新型宇宙服の製造と試験は1967年に始まったが、この年の4月にソユーズ1号の事故が発生し、また2号と3号もドッキングに失敗したため、新型服の使用は4号と5号の飛行まで待たなければならなかった。
ヤストレブは服が膨張するのを防ぐため、 関節部分に滑車とケーブルを装備している。上腕部分の灰色のナイロン地の周囲にめぐらされた金属製のリングが、上半身の関節部の留め金となっている。また胸部と腹部には長方形の再生式生命維持装置を備え、ソユーズの船外活動用ハッチからの出入りを容易にしている。
ボリョノフは帰還船に戻る前にフルノフとエリセーエフの生命維持装置と通信システムを点検し、ハッチを閉めると軌道船を減圧した。宇宙船が南アメリカ上空を飛行しソ連本国との通信がとだえている間、まずフルノフが4号の軌道船に乗り移った。ソ連上空にさしかかる頃、今度はエリセーエフが移乗した。彼らが背後にある船外活動用のハッチを閉じると、4号船長のシャタロフは再度船内を与圧し、両名が宇宙服を脱ぐのを手伝うために軌道船の中に入った。二人の飛行士はシャタロフに、彼が宇宙に飛び立った後に発行された新聞や手紙、電報などを手渡し、宇宙空間での宇宙船の乗り移りが完全に成功したことを証明した。

## 参照
- 船外活動
- en:List of spacewalks

## 注記
1. ↑  “Baikonur LC31”.   Encyclopedia Astronautica. 2009年3月4日閲覧。